# 이청웅
이청웅(1993년 3월 15일 ~ )은 대한민국의 축구 선수이며, 포지션은 중앙미드필더와 센터백이다.

## 선수 경력
2011년 부산 아이파크의 우선 지명을 받은 이후, 영남대학교 축구부에 진학하여 3년간 활약하였다
2014년 12월 17일 이청웅은 부산 아이파크에 입단하였다.
2020시즌을 앞두고 K4리그의 시흥시민축구단에 입단했다.
2021시즌 시작 전 부산 아이파크으로 복귀하였다.